# Resolutie 1256 Veiligheidsraad Verenigde Naties
Resolutie 1256 van de Veiligheidsraad van de Verenigde Naties werd unaniem door de VN-Veiligheidsraad aangenomen op 3 augustus 1999.

## Achtergrond
In 1980 overleed de Joegoslavische leider Tito, die decennialang de bindende kracht was geweest tussen de zes deelstaten van het land. Na zijn dood kende het nationalisme een sterke opmars, en in 1991 verklaarden verschillende deelstaten zich onafhankelijk. Zo ook Bosnië en Herzegovina, waar in 1992 een burgeroorlog ontstond tussen de Bosniakken, Kroaten en Serviërs. Deze oorlog, waarbij etnische zuiveringen plaatsvonden, ging door tot in 1995 vrede werd gesloten. Hierop werd de NAVO-operatie IFOR gestuurd die de uitvoering ervan moest afdwingen. Die werd in 1996 vervangen door SFOR, die op zijn beurt in 2004 werd vervangen door de Europese operatie EUFOR Althea.

## Inhoud
De Veiligheidsraad:
- Herinnert aan de resoluties 1031, 1088 en 1112.
- Herinnert ook aan het raamakkoord voor vrede in Bosnië en Herzegovina.

1. Verwelkomt de aanstelling van Wolfgang Petritsch als opvolger van Carlos Westendorp als hoge vertegenwoordiger voor Bosnië en Herzegovina.
2. Looft de inspanningen die Carlos Westendorp leverde.
3. Bevestigt het belang van de hoge vertegenwoordiger bij de uitvoering van het vredesakkoord en de leiding van de betrokken organisaties.
4. Bevestigt de laatste autoriteit van de hoge vertegenwoordiger bij de interpretatie van annex °10 over de civiele uitvoering van het vredesakkoord.

## Verwante resoluties
- Resolutie 1247 Veiligheidsraad Verenigde Naties
- Resolutie 1252 Veiligheidsraad Verenigde Naties
- Resolutie 1259 Veiligheidsraad Verenigde Naties
- Resolutie 1285 Veiligheidsraad Verenigde Naties (2000)

Lijst ·  1220 ·  1221 ·  1222 ·  1223 ·  1224 ·  1225 ·  1226 ·  1227 ·  1228 ·  1229 ·  1230 ·  1231 ·  1232 ·  1233 ·  1234 ·  1235 ·  1236 ·  1237 ·  1238 ·  1239 ·  1240 ·  1241 ·  1242 ·  1243 ·  1244 ·  1245 ·  1246 ·  1247 ·  1248 ·  1249 ·  1250 ·  1251 ·  1252 ·  1253 ·  1254 ·  1255 ·  1256 ·  1257 ·  1258 ·  1259 ·  1260 ·  1261 ·  1262 ·  1263 ·  1264 ·  1265 ·  1266 ·  1267 ·  1268 ·  1269 ·  1270 ·  1271 ·  1272 ·  1273 ·  1274 ·  1275 ·  1276 ·  1277 ·  1278 ·  1279 ·  1280 ·  1281 ·  1282 ·  1283 ·  1284